# Cullykhan Fort

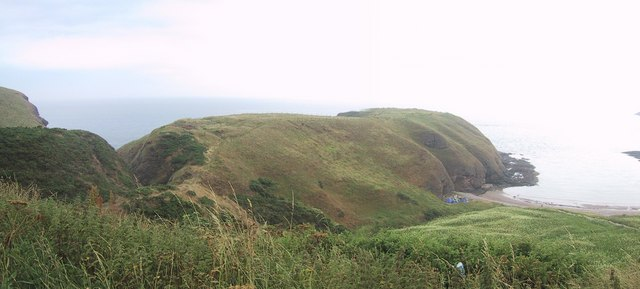
Cullykhan Fort

Cullykhan Fort (auch Castle Point, Fort Fiddes oder De Troup genannt) ist eine mehrphasige Anlage. Sie liegt auf einer Sandsteinklippe zwischen Gardenstown und Pennan in Aberdeenshire in Schottland an der schmalen Cullykhan Bay.
Das felsige, west-östlich verlaufende Vorgebirge hat eine Besiedelungsgeschichte, die von etwa 1000 v. Chr. (Bronzezeit) bis zum 18. Jahrhundert reicht und durch die natürliche Lage und den nahen Ankerplatz gefördert ist. Die Ausgrabung hat gezeigt, dass der Küstenvorsprung anfangs nach Art eines Promontory Forts durch eine Palisade vom Hinterland abgetrennt wurde. Etwa 400–500 Jahre später wurde eine steinerne Befestigung mit Holzeinbauten und einem eindrucksvollen Tor errichtet. Diese wurde 100 v. Chr. durch eine ein nur wenig weiter nach Osten versetzte Konstruktion ersetzt, die später durch Feuer zerstört wurde. In der Endphase der vorgeschichtlichen Zeit wurden zwei Gräben über den Küstenvorsprung gezogen.
Das strategische Potenzial der Landspitze wurde auch dadurch anerkannt, dass hier im 13. Jahrhundert ein normannischer Wohnturm De Troup errichtet, der im 17. Jahrhundert aufgegeben wurde, und im 18. Jahrhundert Fort Fiddes erbaut wurde.